# ناثان دي. بيرلمان
ناثان دي. بيرلمان هو قاضي ومحامي وسياسي أمريكي، ولد في 2 أغسطس 1887 في نيويورك في الولايات المتحدة، وتوفي بنفس المكان في 29 يونيو 1952. نشط حزبياً في الحزب الجمهوري. وقد انتخب عضو جمعية ولاية نيويورك ‏ وانتخب عضو مجلس النواب الأمريكي ‏.